# General Nakar
General Nakar est une municipalité de la province de Quezon, aux Philippines.